# Si Kunda
Si Kunda (Schreibvarianten: Si-Kunda und Sikunda) ist eine Ortschaft im westafrikanischen Staat Gambia.
Nach einer Berechnung für das Jahr 2013 leben dort etwa 1455 Einwohner, das Ergebnis der letzten veröffentlichten Volkszählung von 1993 betrug 1112.

## Geographie
Si Kunda liegt in der Lower River Region im Distrikt Jarra West, rund 1,3 Kilometer östlich von Toniataba und drei Kilometer westlich von Soma.
Der Si-Kunda Forest Park liegt südwestlich des Orts.

## Söhne und Töchter des Ortes
- Kemenseng Jammeh (* 1943), Politiker